# São Pedro do Jarmelo
São Pedro do Jarmelo (oficialmente: Jarmelo São Pedro) é uma freguesia portuguesa do município da Guarda, com 31,08 km² de área e 276 habitantes (censo de 2021). A sua densidade populacional é 8,9 hab./km².
Juntamente com a freguesia de São Miguel do Jarmelo, faz parte da antiga Vila do Jarmelo.
A esta freguesia pertencem os lugares de Almeidinha, Devesa, Donfins, Granja, Ima, metade da aldeia da Mãe de Mingança, Pereira, São Pedro e Urgueira.

## História
Em 2013, na sequência de uma reorganização administrativa nacional, a freguesia de São Pedro do Jarmelo viu o seu território e a sua população aumentarem, ao ser-lhe anexado o território da extinta freguesia de Gagos:
Pelo decreto nº 13.076, de 24/01/1927, foi anulado o disposto na lei nº 1746, de 13/02/1925, na parte que desanexou desta freguesia as povoações de Almeidinha, Quinta da Granja e Pereira, para constituir a de Gagos.

## Demografia
A população registada nos censos foi:
| Distribuição da População por Grupos Etários | Distribuição da População por Grupos Etários | Distribuição da População por Grupos Etários | Distribuição da População por Grupos Etários | Distribuição da População por Grupos Etários | Distribuição da População por Grupos Etários |
| -------------------------------------------- | -------------------------------------------- | -------------------------------------------- | -------------------------------------------- | -------------------------------------------- | -------------------------------------------- |
| Antes da agregação                           |                                              |                                              |                                              |                                              |                                              |
| Ano                                          | 0-14 anos                                    | 15-24 anos                                   | 25-64 anos                                   | >= 65 anos                                   | Total                                        |
| 2001                                         | 21                                           | 35                                           | 146                                          | 127                                          | 329                                          |
| 2011                                         | 19                                           | 15                                           | 121                                          | 156                                          | 311                                          |
| Após a agregação                             |                                              |                                              |                                              |                                              |                                              |
| Ano                                          | 0-14 anos                                    | 15-24 anos                                   | 25-64 anos                                   | >= 65 anos                                   | Total                                        |
| 2021                                         | 19                                           | 24                                           | 111                                          | 122                                          | 276                                          |

## Património
- Castro do Jarmelo[6]
- Casa-Museu do Jarmelo